# Frick Collection

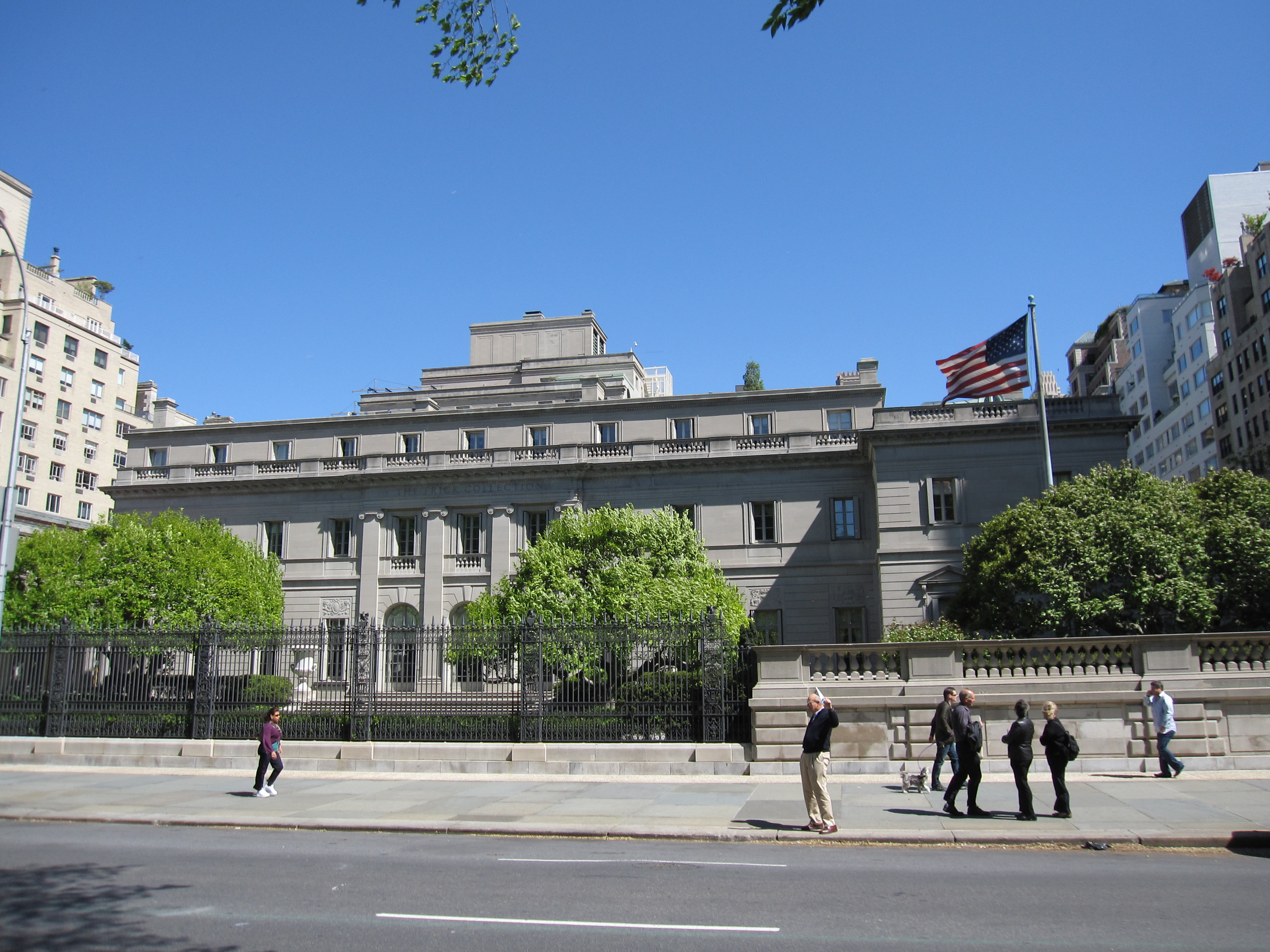
Die Frick Collection befindet sich im ehemaligen Stadtpalais von Henry C. Frick am Central Park

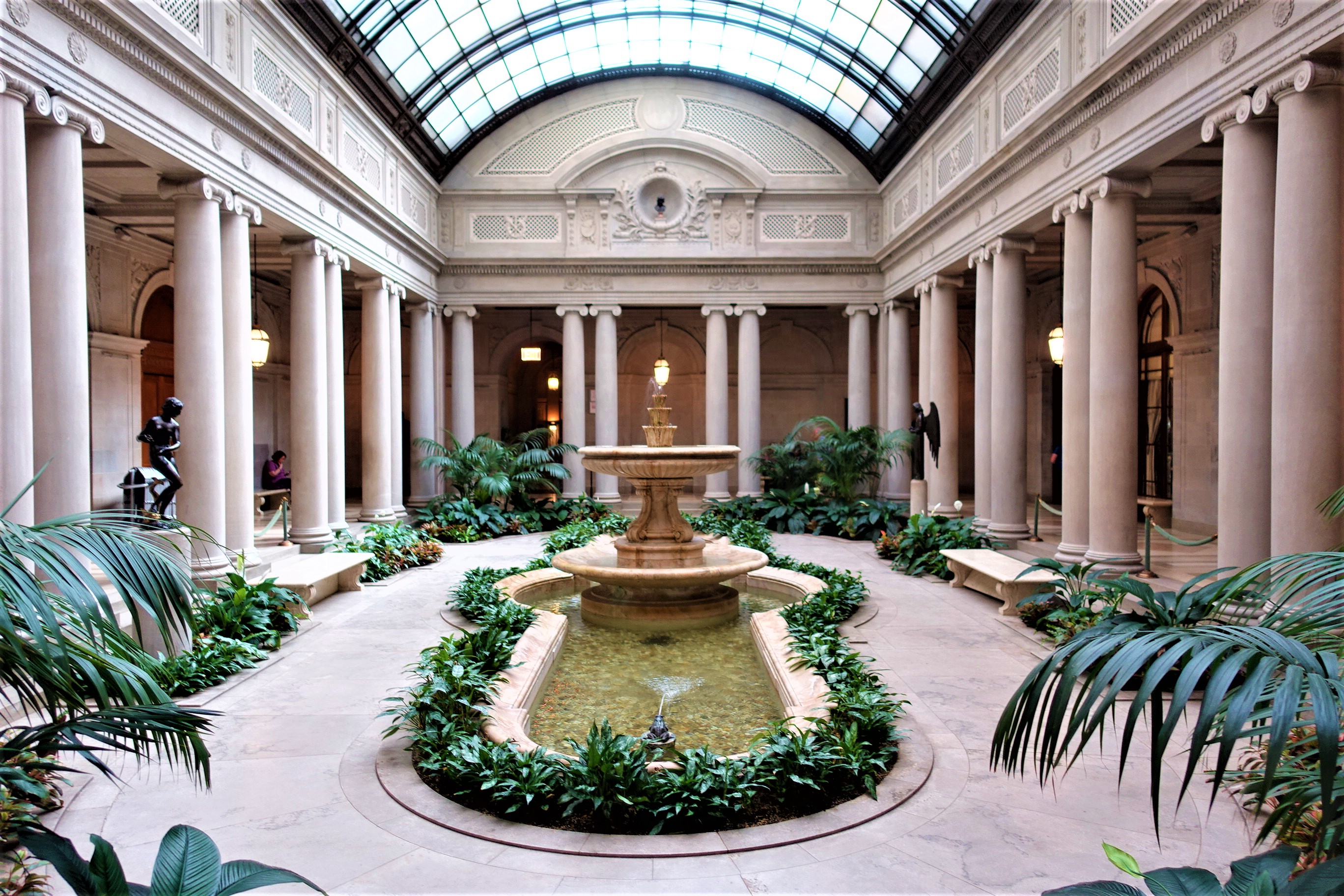
Atrium

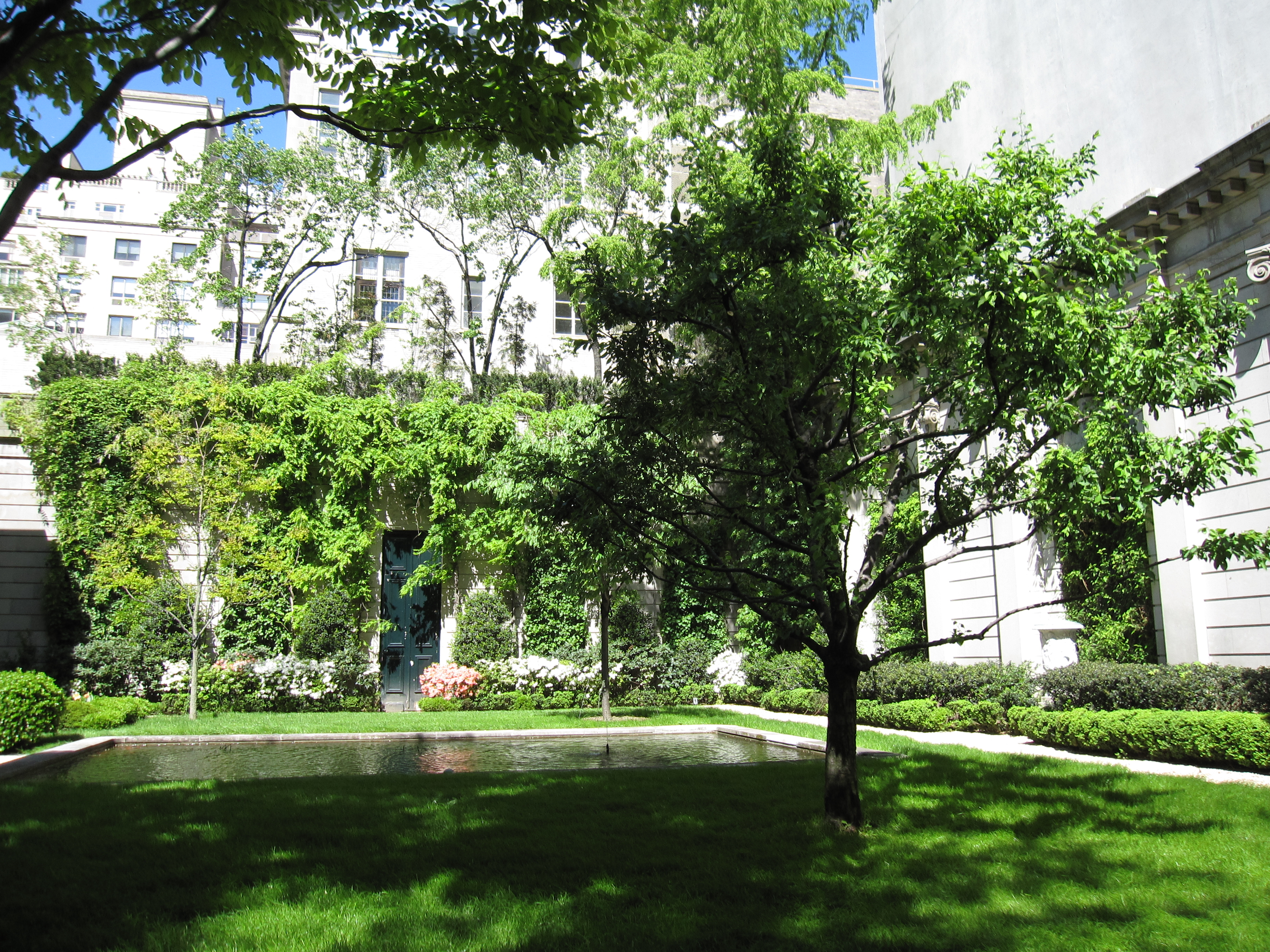
Von Russell Page gestalteter 70th Street Garden, 2025 restauriert.

Die Frick Collection ist ein 1935 eröffnetes Kunstmuseum in New York City in den USA und zeigt vorwiegend bedeutsame europäische Gemälde. Es befindet sich im Henry Clay Frick House am südlichen Ende der Museum Mile in der Upper East Side im Stadtbezirk Manhattan an der Fifth Avenue und der East 70th Street.

## Geschichte
Vorbild war die Sammlung von Richard Wallace, der sein Wohnhaus in London zusammen mit seiner Kunstsammlung in ein Museum umwandelte und der Öffentlichkeit als Wallace Collection zugänglich machte. Henry Clay Frick (1849–1919) sah diese Sammlung in London und war von der intimen Präsentation der Kunstwerke begeistert.
Frick hatte in der Pittsburgher Stahlindustrie ein beachtliches Vermögen angesammelt und fusionierte sein Unternehmen mit dem von Andrew Carnegie. 1905 zog er nach New York City, um hier seinen Lebensabend zu verbringen. Er mietete die Villa von William H. Vanderbilt, entworfen von Richard Morris Hunt, an der Fifth Avenue und 52nd Street, wo die Familie neun Jahre lang lebte. 1906 begann Frick Pläne zu schmieden für den Bau eines eigenen Hauses in New York und kaufte ein Grundstück an der Ecke East 70th Street und 5th Avenue. Zu dieser Zeit stand jedoch dort noch die Lenox Library, und Frick musste warten, bis die New York Public Library 1911 eröffnete, welche die große Sammlung der Lenox Library aufnahm. Obwohl Frick angeboten hatte, die Lenox Library auf eigene Kosten an einen anderen Ort umzusiedeln, konnte keine Übereinkunft mit der Stadt getroffen werden. Als er die Besitzurkunde für das Grundstück 1912 erhielt, wurde das Gebäude abgerissen. Nachdem die Planung für das Haus 1912 beendet war, wurde 1913 mit dem Bau begonnen.
Er beauftragte die Architekten Carrère and Hastings mit dem Bau einer Villa am Central Park. An der Ecke Fifth Avenue und 70th Street entstand in den Jahren 1913/1914 für 5.000.000 US-Dollar ein repräsentativer Wohnsitz für Henry Clay Frick, seine Frau Adelaide und seine Tochter Helen, die das Haus im November 1914 bezogen. Fricks Sohn Childs hatte im Herbst 1913 Frances Shoemaker Dixon geheiratet und wohnte nie in diesem Haus.
Charles Allom vom britischen Unternehmen White, Allom & Co. wurde ausgewählt für die Inneneinrichtung der Räume im Erdgeschoss sowie das Frühstückszimmer und Fricks persönliches Wohnzimmer. Für die Bücherei entwarf Allom einen stabilen Tisch. Die Schränke wurden halbhoch gehalten, um ausreichend Platz für seine Bilder an den Wänden zu bieten. Die restlichen Räume in den oberen Etagen wurden von Elsie de Wolfe dekoriert. Hierzu gibt es eine Korrespondenz zwischen Frick und de Wolfe in den Frick-Archiven.
Nach Fricks Tod im Jahr 1919 ging das Wohnhaus mit der Kunstsammlung von 131 Bildern in eine Stiftung über, wurde aber zunächst weiter von seiner Witwe bewohnt. Nach ihrem Tod 1931 wurde das Gebäude für eine museale Nutzung umgebaut, zwei Ausstellungsräume, ein Konzert- und Vortragssaal sowie ein Atrium wurden hinzugefügt. 1935 öffnete die Frick Collection die Türen für die Öffentlichkeit. Neben dem Haus und der Sammlung hatte Henry Clay Frick der Stiftung 15 Millionen Dollar für den Unterhalt der Sammlung und weitere Erwerbungen vermacht. Die Stiftung kaufte 75 weitere Bilder an. 1977 erhielt die Frick Collection zwei weitere Ausstellungsräume für Wechselausstellungen.
2011 wurde die Portikus des Ausstellungsgebäudes verglast und für die Sammlung Meißener Porzellans von Henry H. Arnhold sowie für Skulpturen eingerichtet.
Die Frick Collection war Vorbild für viele Mäzene in den Vereinigten Staaten, beispielsweise das Kimbell Art Museum im texanischen Fort Worth. Andrew W. Mellon stiftete seine Kunstsammlung und finanzierte den Bau der National Gallery in Washington, D.C.
Während einer umfangreichen Renovierung und Erweiterung des Frick-Gebäudes ab 2020 nach Plänen von Annabelle Selldorf befand sich die Sammlung vorübergehend im vom Architekten Marcel Breuer entworfenen Breuer Building an der Madison Avenue und East 75th Street. Zuvor waren dort das Whitney Museum of American Art und das Met Breuer untergebracht. Nach Abschluss der Arbeiten wird sie ab April 2025 wieder an der Fifth Avenue gezeigt.
Die Frick Collection fügte mit einer Erweiterung dem bereits bestehenden 5600 m² großen Komplex 2500 m² Fläche mittels Neubauten hinzu. Im Frick-Gebäude neu entstanden sind restaurierte Galerien für Sonderausstellungen im Erdgeschoss, öffentlich zugängliche Familienräume im zweiten Stock sowie das „Stephen A. Schwarzman Auditorium“ mit 218 Sitzplätzen, welches das bisherige ovale Musikzimmer ersetzt. Zudem werden die „Frick Art Research Library“ und der Lesesaal wieder zugänglich sein. Eine neue Marmortreppe verbindet die James S. und Barbara N. Reibel Empfangshalle mit der Elizabeth M. und Jean-Marie R. Eveillard Halle. Im zweiten Stock wurde ein neues Café mit Blick auf den „70th Street Garden“ eingerichtet. Während der Renovierung wurden bedeutende Werke an internationale Museen verliehen, und die Sammlung wurde im Breuer Building in neuer Weise präsentiert, was die Perspektive auf die Sammlung erweiterte.
Die Wiedereröffnung der Frick Collection fand am 17. April 2025 statt.

## Sammlung
Die Sammlung zeigt in 16 Galerieräumen mehr als 1100 Kunstwerke von der Renaissance bis zum ausgehenden 19. Jahrhundert.
1915, zwei Jahre nach dem Tod von J.P. Morgan, bot sich für Frick die Gelegenheit, einige Gegenstände aus dessen berühmter Sammlung zu erwerben, wie z. B. Gemälde, Bronzefiguren, Chinesisches Porzellan sowie Emaillien aus Limoges. Über den Kunsthändler Joseph Duveen kaufte Frick Möbel, Gemälde und Kunstgegenstände, einschließlich einer Serie von Fragonard Paneelen, die im Metropolitan Museum of Art zu sehen waren. Der erste Stock mit dem Wohnzimmern wurde extra renoviert, um die Paneele aufzunehmen.
Die italienische Malerei der Renaissance wird durch Künstler wie Giovanni Bellini, Gentile Bellini, Agnolo Bronzino, Cimabue, Duccio di Buoninsegna, Gentile da Fabriano, Fra Filippo Lippi, Piero della Francesca, Tizian und Paolo Veronese repräsentiert. Hinzu kommen spätere Künstler wie Giovanni Battista Tiepolo und Francesco Guardi.
Die englische Malerei des 18. Jahrhunderts ist mit sieben Werken von Thomas Gainsborough vertreten. Weitere britische Maler in der Frick Collection sind John Constable, Francis Cotes, William Hogarth, John Hoppner, Thomas Lawrence, Henry Raeburn, Joshua Reynolds, George Romney und Joseph Mallord William Turner.
Zu den herausragenden Kunstwerken der holländischen Malerei des 17. Jahrhunderts gehören von Jan Vermeer die Gemälde Frau mit Dienstmagd, Die unterbrochene Musikstunde und Der Soldat und das lachende Mädchen, bedeutende Werke von Rembrandt van Rijn, sowie Gemälde von Gerard ter Borch, Jan van de Capelle, Aelbert Cuyp, Frans Hals, Jan van der Heyden, Meindert Hobbema, Gabriel Metsu, Jacob van Ruisdael, Salomon van Ruysdael, Isaac van Ostade und Philips Wouwerman. Darüber hinaus zeigt die Frick Collection die flämischen Künstler Pieter Brueghel der Ältere, Gerard David, Hans Memling, Peter Paul Rubens, Jan van Eyck und Anthonis van Dyck, von dem sich acht Bilder in der Frick Collection befinden.
Als spanische Maler sind Francisco de Goya, El Greco und Diego Velázquez vertreten, während deutsche Kunst mit einem Werk von Konrad Witz und zwei Gemälden von Hans Holbein d. J. nur marginal präsent ist.
Ein Schwerpunkt des Museums ist die französische Malerei, wobei den Malern François Boucher und Jean-Honoré Fragonard eigene Räume gewidmet sind. Ebenfalls in der Sammlung befinden sich Werke von Jean-Baptiste Pater, Jean-Marc Nattier, Jean-Antoine Watteau, Claude Lorrain, Jean Baptiste Greuze, Chardin und Jacques-Louis David. Zu den ausgestellten Künstlern des 19. Jahrhunderts gehören Camille Corot, Charles-François Daubigny, Jean-Auguste-Dominique Ingres, Edgar Degas, Jules Dupré, Jacob Maris, Anton Mauve, Édouard Manet, Jean-François Millet, Claude Monet, Pierre-Auguste Renoir, Théodore Rousseau und Constant Troyon.
Zu den wenigen amerikanischen Künstlern in der Ausstellung gehören Gilbert Stuart, von dem das Museum ein Porträt George Washingtons in seiner Sammlung hat, sowie eine umfangreiche Sammlung von Grafiken und Gemälden James McNeill Whistlers.
Zur Sammlung gehören auch Skulpturen, Uhren des 16. bis 19. Jahrhunderts, Silberarbeiten, wertvolle Teppiche, chinesisches Porzellan, Emaillearbeiten aus Limoges und französische Möbel des 18. Jahrhunderts.

## Leitung
Die Leitung der Sammlung hat seit 2011 der amerikanische Kunsthistoriker und Kurator Ian Wardropper (* 1951) als Direktor inne, der für seine Expertise in den Bereichen europäische Skulptur, dekorative Kunst und Gemälde Alter Meister bekannt ist. Im Frühjahr 2025 wird er die Leitung an den deutschen Kunsthistoriker und Kurator Axel Rüger übergeben.

## Besonderheiten
Neben Wechselausstellungen und Vorträgen finden im Museum Konzerte statt. Eine umfangreiche Kunstbibliothek (Frick Art Reference Library) ist dem Museum angeschlossen und ist ebenfalls seit 1935 der Öffentlichkeit zugänglich.
Zu den Besonderheiten gehört, dass die 131 Bilder der ursprünglichen Sammlung von Henry Clay Frick nach dem Willen des Mäzens das Gebäude nicht verlassen. Eine weitere Besonderheit ist die Regelung, dass Kinder bis zum zehnten Lebensjahr keinen Einlass erhalten.

## Ausgestellte Werke
(Auswahl)

Bronzino: Porträt des Lodovico Capponi
Bellini: Der Heilige Franziskus in der Wüste, 1480
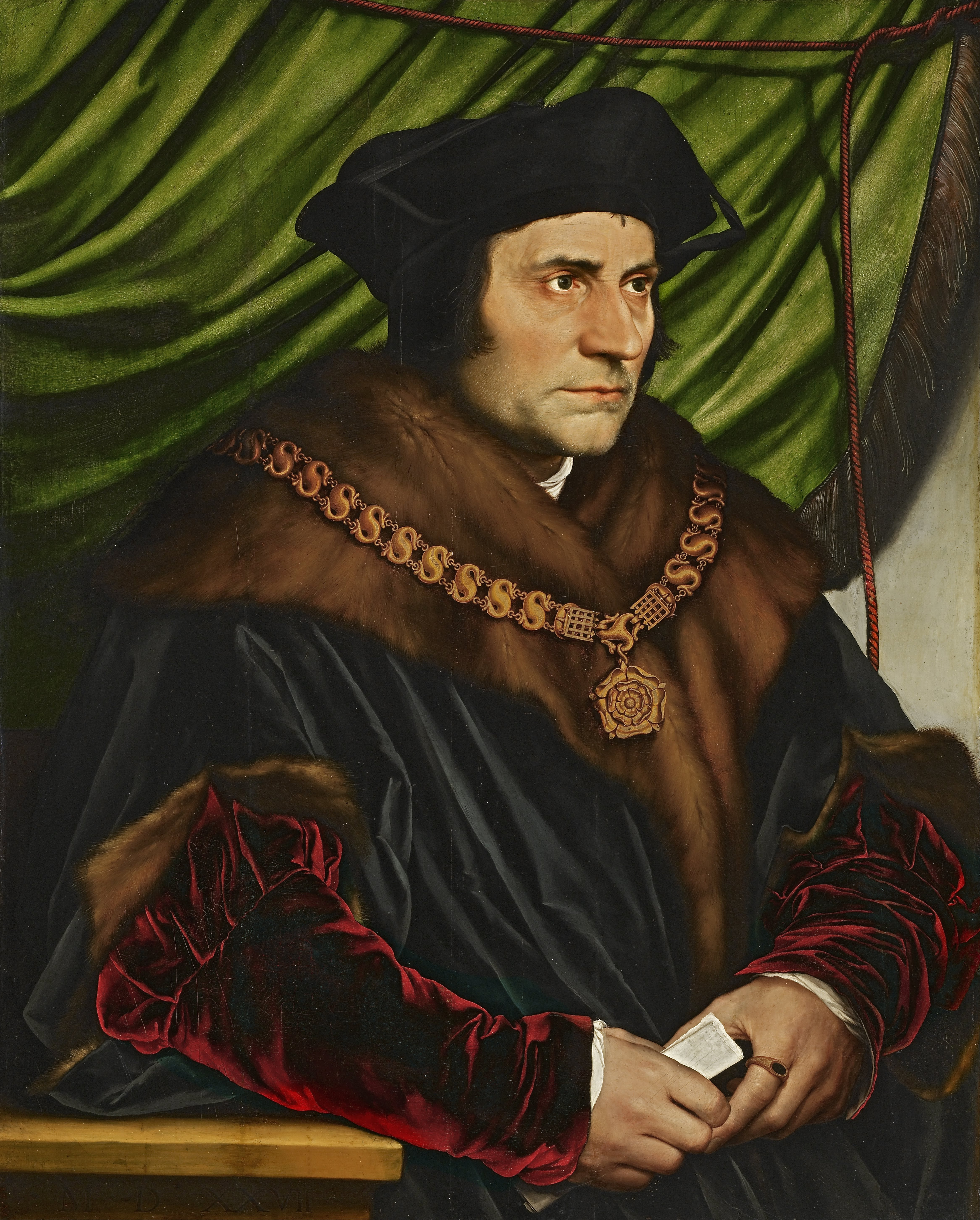
Hans Holbein d. J.: Porträt des Thomas Morus
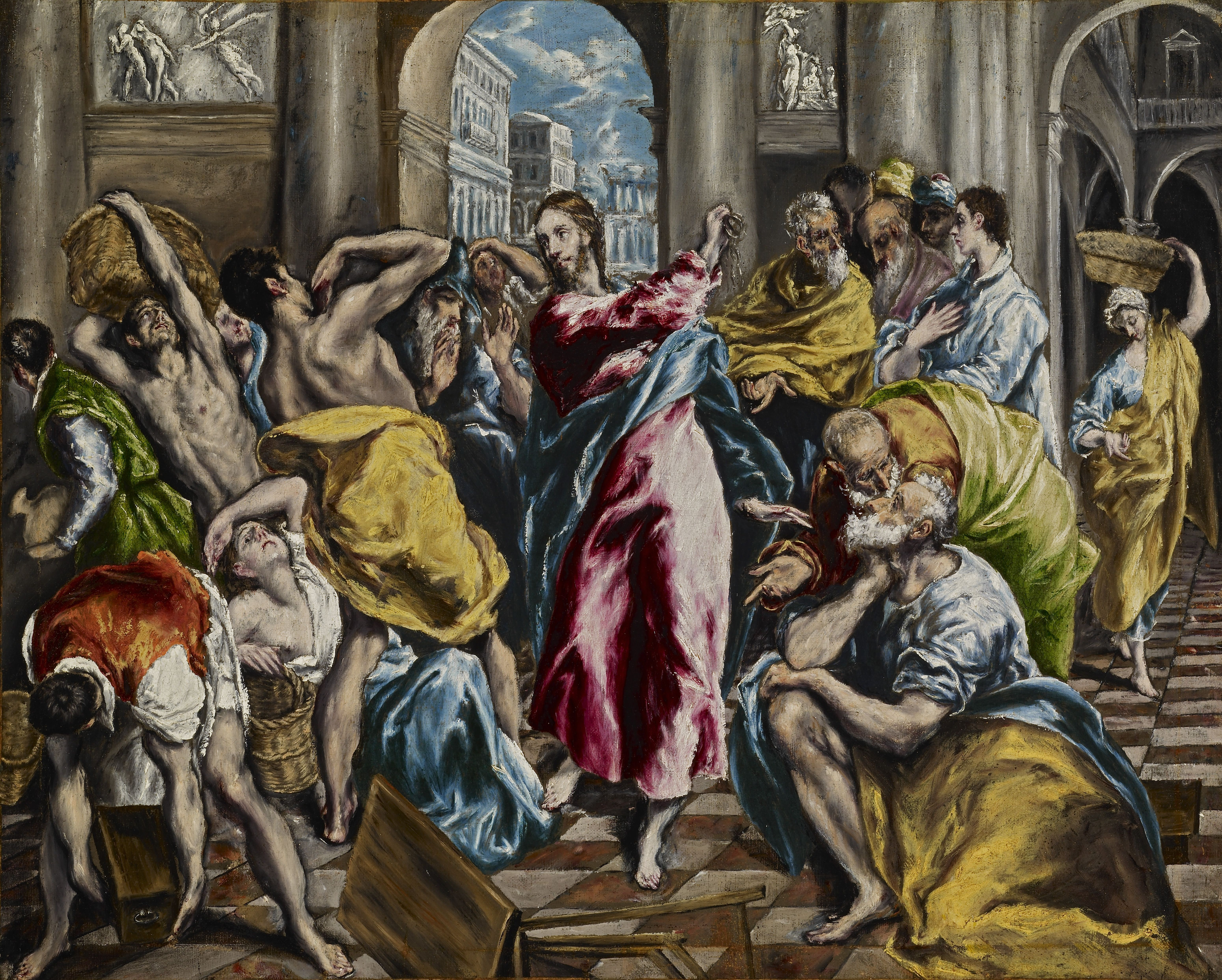
El Greco: Jesus im Tempel
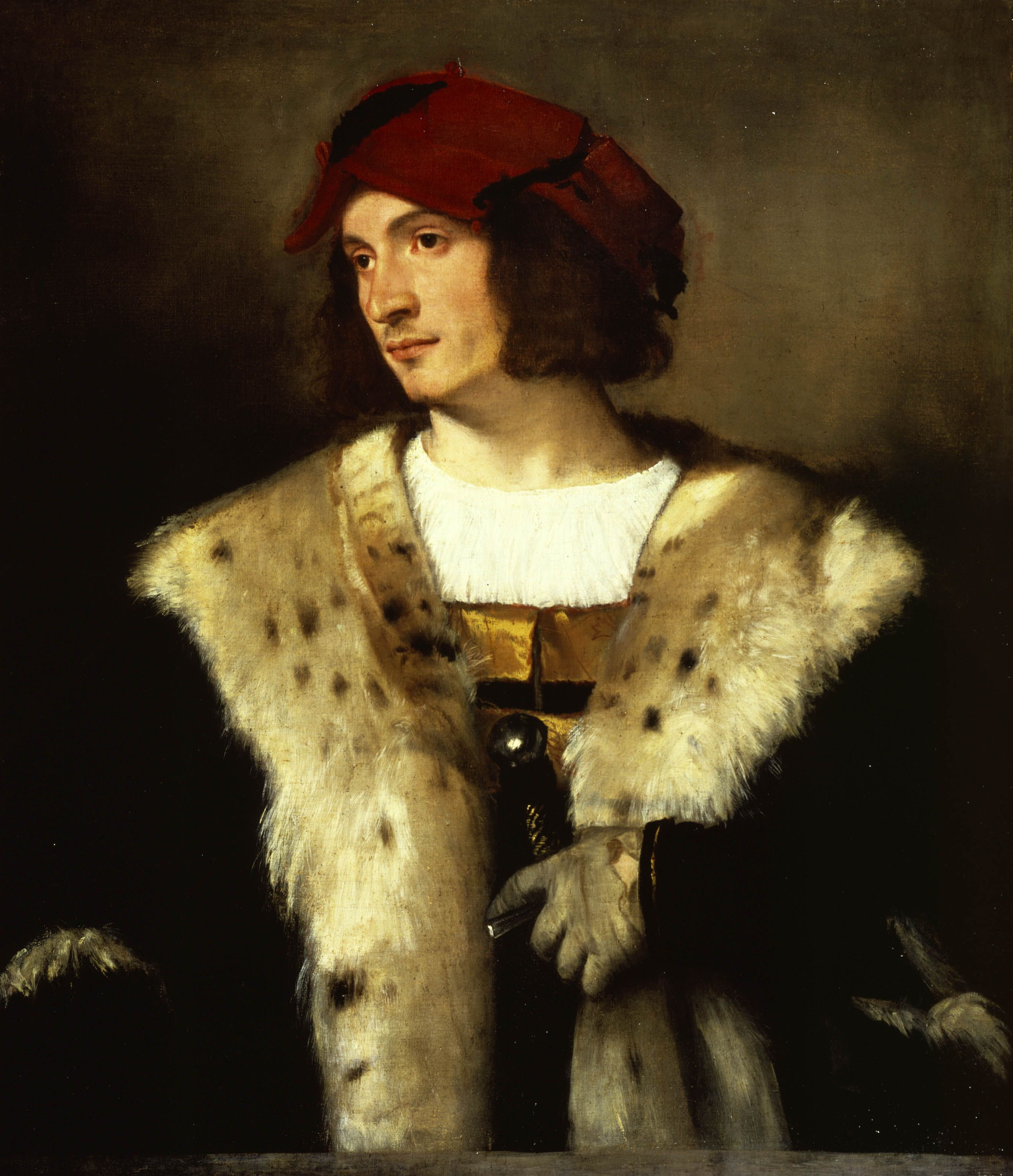
Tizian: Mann mit roter Mütze
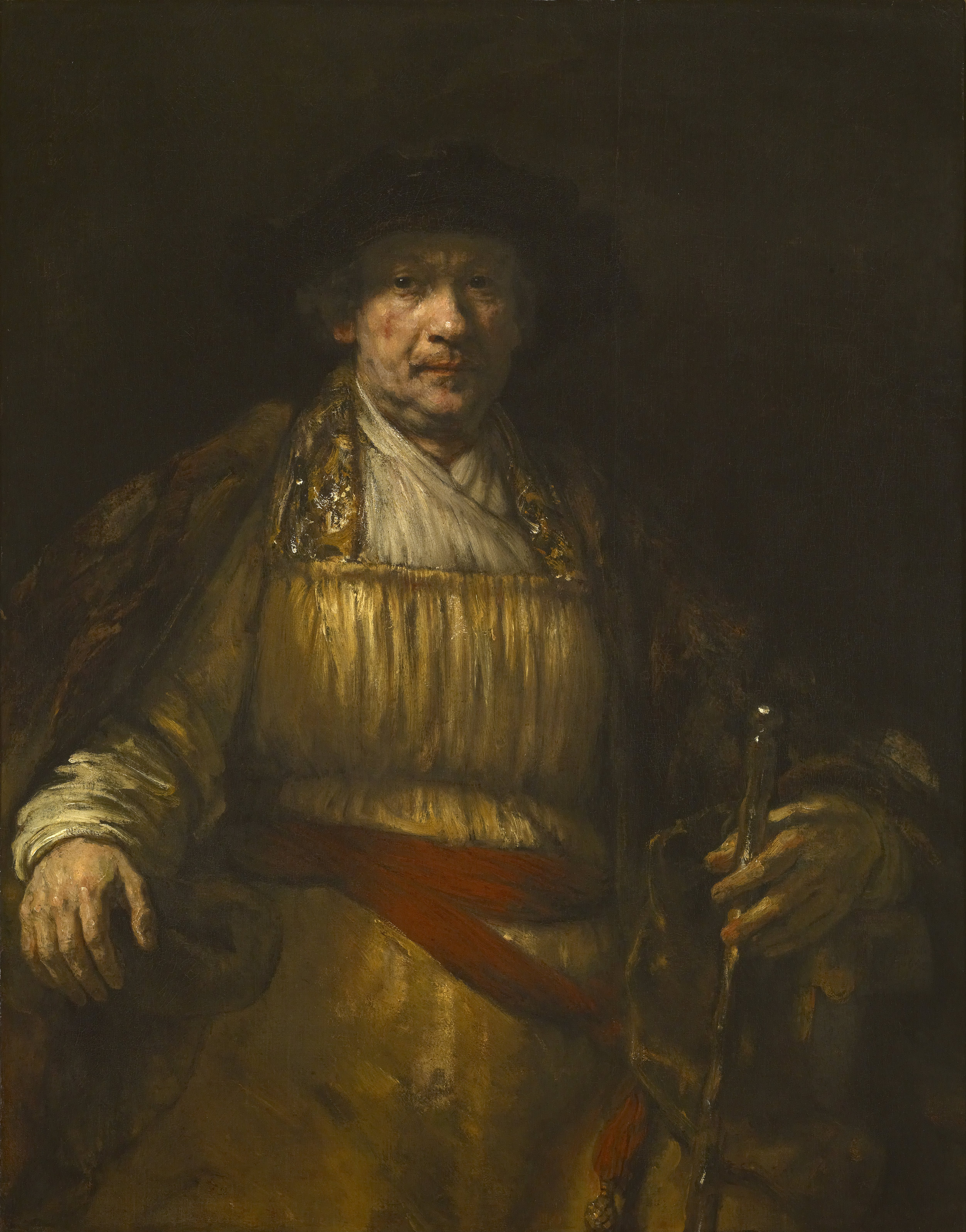
Rembrandt: Selbstporträt
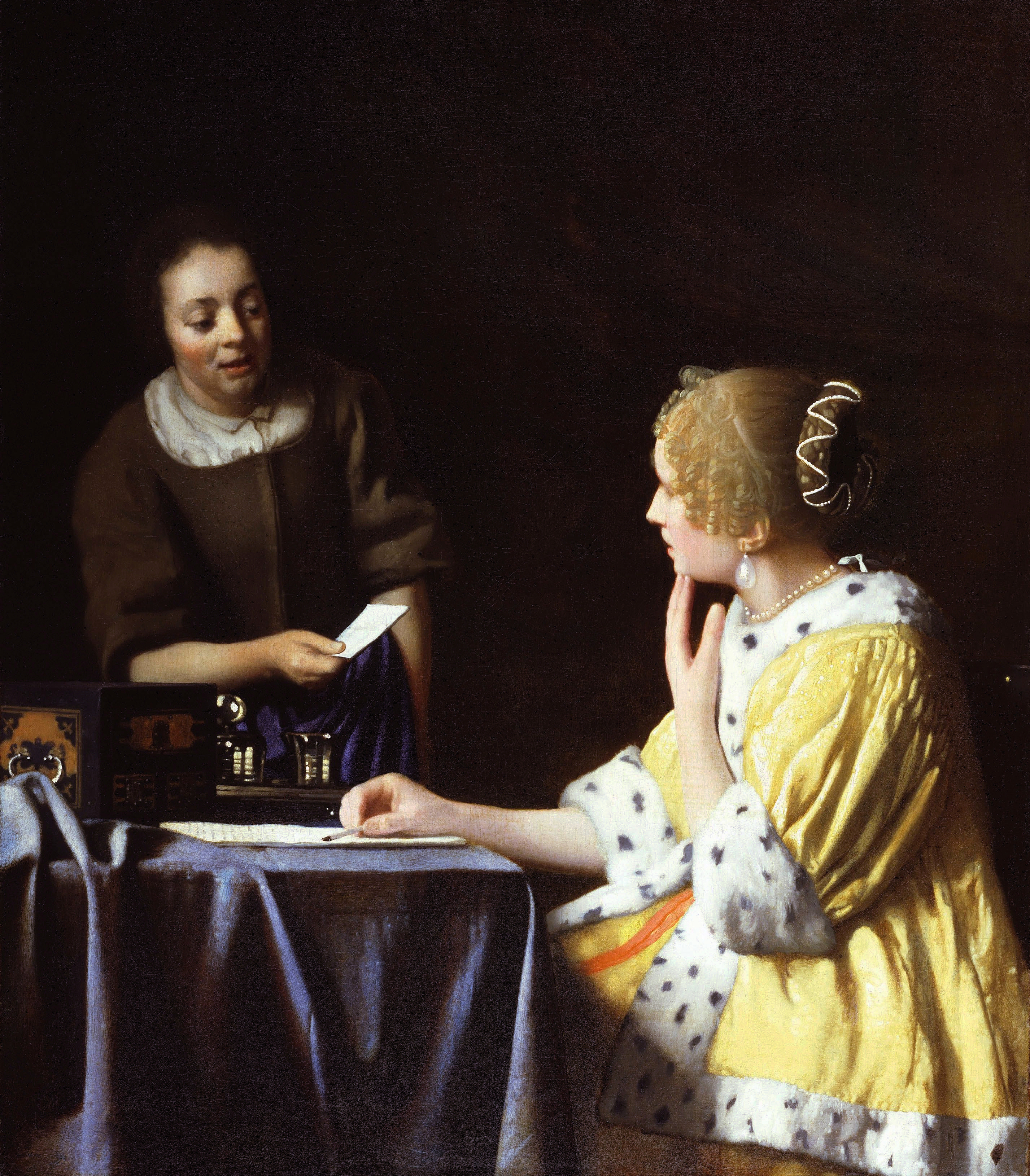
Vermeer Frau mit Dienstmagd
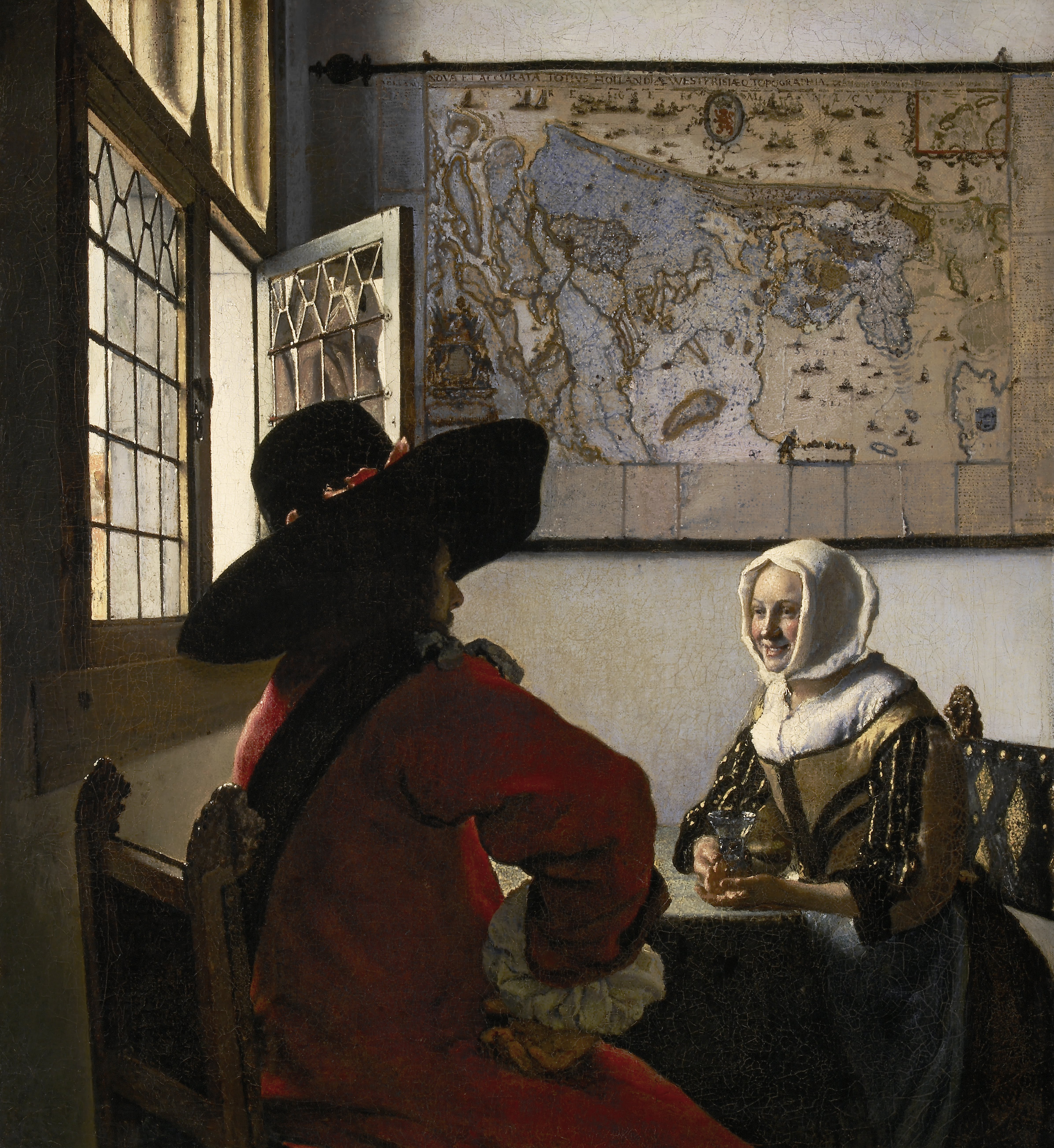
Vermeer: Soldat mit lachendem Mädchen, 1657
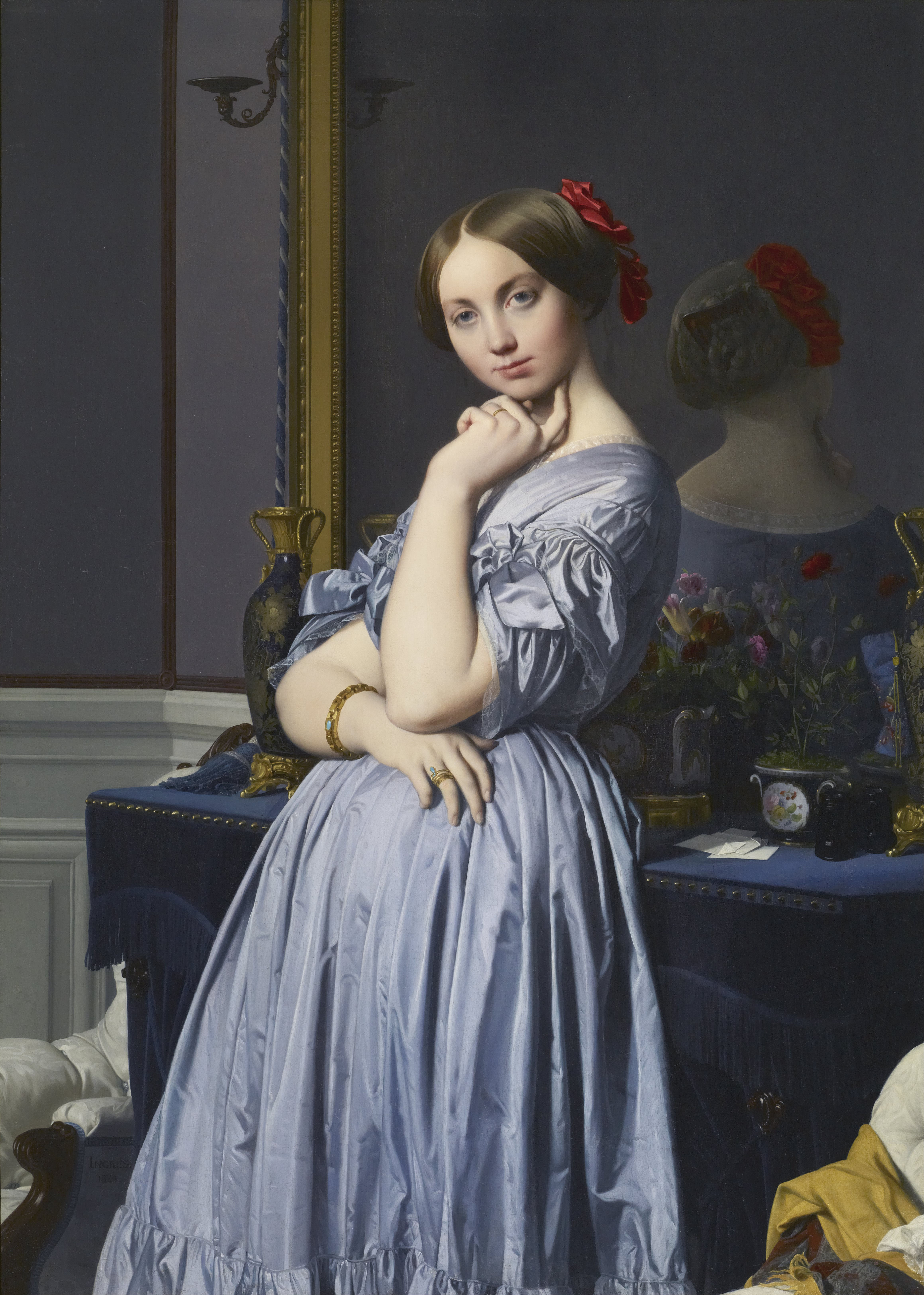
Ingres: Louise de Broglie
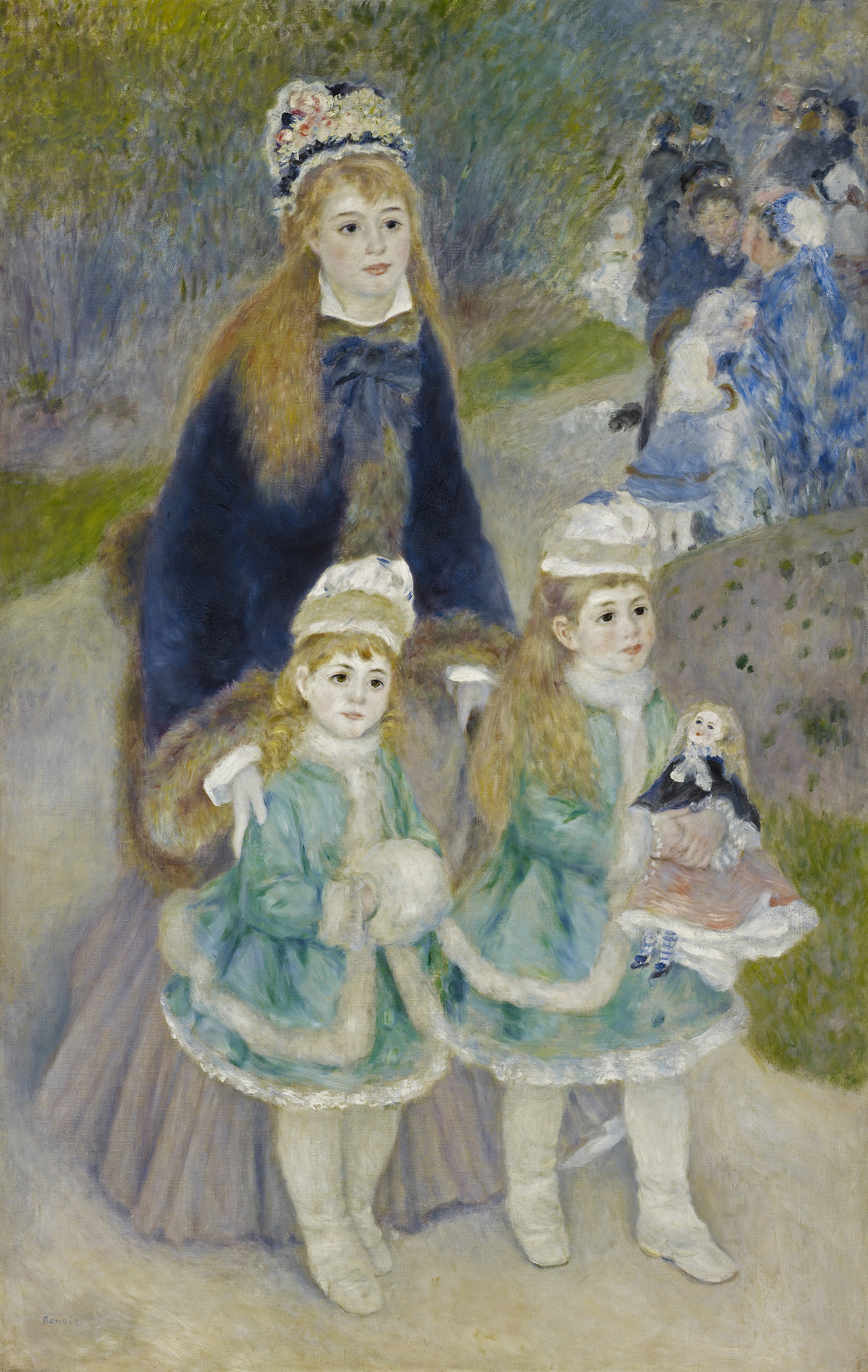
Renoir: La Jeune Mère (La Promenade)